# Луунья (посёлок)
Лу́унья (эст. Luunja) — посёлок в уезде Тартумаа, Эстония. Является административным центром одноимённой волости.

## География
Расположен в юго-восточной части Эстонии, на северном берегу реки Эмайыги, в 11 километрах к востоку от Тарту. Высота над уровнем моря — 42 метра.

## Население
По данным переписи населения 2011 года в посёлке проживали 518 человек, из них 500 (96,5 %) — эстонцы.
По состоянию на 1 июля 2020 года в посёлке насчитывалось 559 жителей.

## История
В письменных источниках 1503 года упоминается Lunia, 1627 года — Lunnikuella, 1638 и 1643 годов — Lungenmoise (мыза), 1638 года — Luna (деревня), 1644 года —Luna Moysa, 1677 года — Lundia.
В годы Первой Эстонской Республики в Луунья располагалось семеноводческое хозяйство, в годы советской власти — совхоз «Луунья» (основан в 1940 году) и садоводческий совхоз. Статус посёлка Луунья получил в 1977 году.

## Достопримечательности
- Памятник генерал-фельдмаршалу Христофору Миниху[9]

## Программа защиты эстонской архитектуры 20-го столетия
По инициативе Министерства культуры Эстонии, Департамента охраны памятников старины, Эстонской академии художеств и Музея архитектуры Эстонии в период с 2008 по 2013 год в рамках «Программы защиты эстонской архитектуры 20-го столетия» была составлена база данных самых ценных архитектурных произведений Эстонии XX века. В ней содержится информация о зданиях и сооружениях, построенных в 1870—1991 годы, которые предложено рассматривать как часть архитектурного наследия Эстонии и исходя из этого или охранять на государственном уровне, или взять на учёт. В этой базе данных есть объекты, расположенные в посёлке Луунья:
- дом культуры, 1985 год, архитекторы Тайми Рыук (Taimi Rõuk) и Тийу Пай (Tiiu Pai), используется, состояние хорошее[12].